# Tjalf Sparnaay
Pour les articles homonymes, voir Sparnaay.
Tjalf Sparnaay, né en 1951 à Haarlem, est un peintre néerlandais spécialiste de l'hyperréalisme.

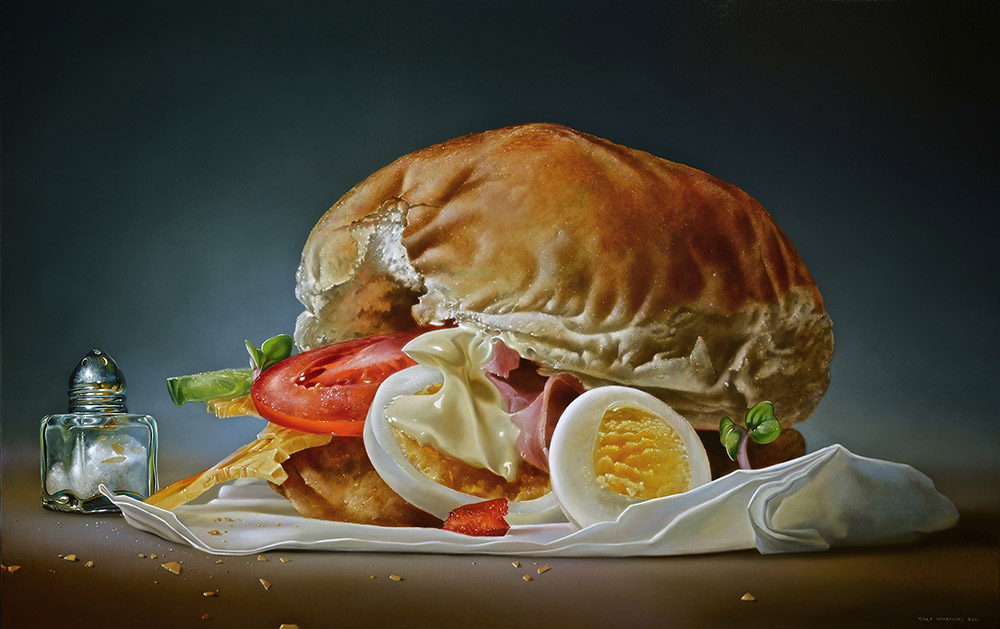
Sandwich Ham-Egg, huile sur toile, 2014.